# IC 1094/1
IC 1094/1 је галаксија у сазвијежђу Волар која се налази на листи објеката дубоког неба у Индекс каталогу.
Деклинација објекта је + 14° 37' 42" а ректасцензија 15h 7m 42,2s. Привидна величина (магнитуда) објекта IC 1094 износи 16,6 а фотографска магнитуда 17,6. IC 10941 је још познат и под ознакама MCG 3-39-6, CGCG 106-8, 8ZW 453, PGC 54006.